# Lisa Joyner
Lisa Marie Joyner (El Cajon, 31 de dezembro de 1966) é uma repórter de entretenimento e apresentadora de televisão norte-americana.
Joyner relatou notícias sobre celebridades na área de Los Angeles para a KTTV e a KCBS-TV. Ela ganhou reconhecimento nacional pela primeira vez por seus segmentos InFANity na TV Guide Network. Joyner é casada com o ator Jon Cryer desde 2007. Ela e seu marido adotaram uma menina, a quem deram o nome de Daisy. Joyner é mãe adotiva e adotada; na casa dos 30 anos, ela procurou e encontrou sua família biológica. Junto com Tim Green, ela apresentou a versão americana de Find My Family na rede ABC. O programa reuniu adotados com suas famílias biológicas. Em março de 2016, ela começou a co-apresentar Long Lost Family com Chris Jacobs no TLC.